# Detlev Kümmel
Detlev „Dete“ Kümmel (* 19. März 1968 in Lüdenscheid) ist ein deutscher Galerist. Daneben ist er als Experte für Trödel, Kunst und Antiquitäten in verschiedenen Fernsehsendungen tätig.

## Leben
Detlev Kümmel, Sohn eines Metallverarbeiters, ist gelernter Werkzeugmechaniker. Seit 1978 unterrichtet er verschiedene Kampfsportarten, in denen er internationale Wettkämpfe bestritt. Zusammen mit seinem Trainer eröffnete er 1992 ein erstes und 1996 ein zweites Kampf- und Fitnessstudio; in Lüdenscheid und Hemer. Seit 1997 betreibt Kümmel eine Galerie für Moderne Kunst und Antiquitäten in Brügge, einem Stadtteil von Lüdenscheid, zudem stellt er auf Messen aus. 2022 eröffnete er eine weitere Galerie in Iserlohn.
Detlev Kümmel erreichte Bekanntheit mit seinen Auftritten als Kunst- und Antiquitätenexperte in verschiedenen Fernsehreihen. Der Discovery Channel zeigte 2005 eine Reportagereihe mit dem Titel Finding the Fallen, in dem Ausgrabungen von Gegenständen gefallener Soldaten des Ersten Weltkrieges gezeigt wurden. Kümmel überprüfte hier gefundene Exponate wie Feuerzeuge, Werkzeuge und Talismane auf ihren Ursprung und taxierte ihren Wert. 2009 war Kümmel in der Doku-Soap Der Trödeltrupp – Das Geld liegt im Keller auf RTL II zu sehen. Zudem hatte er einen Auftritt in der Doku-Soap Die Versicherungsdetektive. 2010 wirkte er in einigen Episoden der Doku-Soap Neu für Null – Schöner Wohnen ohne Geld auf Kabel eins mit. In der Fernsehshow Wer zeigt’s wem? im SWR Fernsehen fungierte Kümmel 2012 teils als Moderator, teils als Experte und coachte ein aus Prominenten und zufällig ausgewählten Kandidaten bestehendes Team. Seit Februar 2016 tritt er regelmäßig in der Sendereihe Bares für Rares als Gutachter für Designklassiker und technische Objekte auf. In dieser Eigenschaft war er im Februar 2019 Gast in der Talkshow Markus Lanz. In der Unterhaltungssendung ZDF-Fernsehgarten stellte Kümmel am 14. August 2022 einige besonders kuriose Antiquitäten vor. Im November 2020 war er Kandidat in der Quizshow Wer weiß denn sowas?. Am 15. September 2023 trat er in der Talkshow Riverboat auf. Als der Antiquitätenhändler Walter Lehnertz von der Unterhaltungssendung Verstehen Sie Spaß? im April 2024 hereingelegt wurde, agierte Kümmel als „Lockvogel“.
Kümmels Lebensgefährtin ist die Thailänderin Nang Nöbeling.